# Élections présidentielles sous la Cinquième République dans le Haut-Rhin
Depuis l'adoption de la Constitution de la Cinquième République française en 1958, dix élections présidentielles ont eu lieu afin d'élire le président de la République. Cette page présente les résultats de ces élections dans le Haut-Rhin.

## Synthèse des résultats du second tour
Conservateur, le Haut-Rhin vote traditionnellement plus à droite que la France. C'est en particulier le cas en 1981 et 2012 où le département a placé en tête respectivement Valéry Giscard d'Estaing (59,72 %) et Nicolas Sarkozy (63,33 %) alors qu'au niveau national ont été élus François Mitterrand (51,76 %) et François Hollande (51,64 %). En 2017, Emmanuel Macron obtient 8 points de moins qu'au niveau national.
| année | Répartition des exprimés | Répartition des exprimés | Participation (% des inscrits) | Blancs ou nuls (% des votants) |

| 2017 | Emmanuel Macron (57,97 %) (France : 66,10 %) | Marine Le Pen (42,03 %) (France : 33,90 %) | 75,52 % (France : 77,77 %) | 2,24 % (France : 2,47 %) |

| 2012 | François Hollande (36,67 %) (France : 51,64 %) | Nicolas Sarkozy (63,33 %) (France : 48,36 %) | 79,4 % (France : 80,35 %) | 2,03 % (France : 5,82 %) |

| 2007 | Nicolas Sarkozy (65,39 %) (France : 53,06 %) | Ségolène Royal (34,61 %) (France : 46,94 %) | 82,84 % (France : 83,97 %) | 1,54 % (France : 4,20 %) |

| 2002 | Jacques Chirac (77,65 %) (France : 82,21 %) | J.-M. Le Pen (22,35 %) (France : 17,79 %) | 73,78 % (France : 79,71 %) | 3,63 % (France : 3,38 %) |

| 1995 | Jacques Chirac (57,26 %) (France : 52,64 %) | Lionel Jospin (42,74 %) (France : 47,36 %) | 79,79 % (France : 78,38 %) | 2,87 % (France : 2,81 %) |

| 1988 | François Mitterrand (50,15 %) (France : 54,02 %) | Jacques Chirac (49,85 %) (France : 45,98 % %) | 82,15 % (France : 81,35 %) | 2,11 % (France : 2,00 %) |

| 1981 | François Mitterrand (40,28 %) (France : 51,76 %) | Valéry Giscard d'Estaing (59,72 %) (France : 48,24 %) | 80,06 % (France : 81,09 %) | 2,54 % (France : 1,62 %) |

| 1974 | Valéry Giscard d'Estaing (65,77 %) (France : 50,81 %) | François Mitterrand (34,23 %) (France : 49,19 %) | 83,67 % (France : 84,23 %) | 1,69 % (France : 0,92 %) |

| 1969 | Georges Pompidou (65,52 %) (France : 58,21 %) | Alain Poher (34,48 %) (France : 41,79 %) | 76,69 % (France : 77,59 %) | 2,7 % (France : 1,29 %) |

| 1965 | Charles de Gaulle (74 %) (France : 55,20 %) | François Mitterrand (26 %) (France : 44,80 %) | 85,91 % (France : 84,75 %) | 1,67 % (France : 1,01 %) |

|  | ▲ |

## Résultats détaillés par scrutin

### 2022
Arrivé en tête du premier tour, le président sortant Emmanuel Macron (27,85 %) affronte Marine Le Pen (23,15 %), un duel identique à celui du scrutin de 2017. C'est la deuxième fois qu'un second tour opposant les mêmes candidats à deux scrutins présidentiels consécutifs a lieu après ceux où se sont affrontés Valéry Giscard d'Estaing et François Mitterrand en 1974 et 1981.
En troisième position avec 21,95 % des voix, Jean-Luc Mélenchon réalise le score le plus élevé de ses trois candidatures et arrive largement en tête de la gauche, mais échoue à accéder au second tour, avec environ 400 000 voix de moins que Marine Le Pen.
Une nouvelle fois, les partis politiques traditionnels sont absents du second tour, dans des proportions encore plus importantes que lors de la précédente élection. Le Parti socialiste et Les Républicains, représentés respectivement par Anne Hidalgo et Valérie Pécresse, s'effondrent avec des scores historiquement faibles et n'atteignent pas le seuil des 5 %, condition permettant d'être remboursé des frais de campagne.
Le second tour voit Emmanuel Macron l'emporter par 58,55 % des suffrages exprimés, permettant ainsi au président sortant d'entamer un second mandat. Le septennat ayant été aboli en 2000, il devient ainsi le premier président de la République française à être réélu pour un deuxième quinquennat, le deuxième président de la Cinquième République réélu hors période de cohabitation et le quatrième président de la Cinquième République réélu.
Dans le Haut-Rhin, Emmanuel Macron arrive en tête du premier tour avec 27,85% des exprimés, suivie de Marine Le Pen (27,77%), Jean-Luc Mélenchon (17,20%) et Éric Zemmour (7,84%). Au second tour, les électeurs ont voté à 52,90% pour Emmanuel Macron contre 47,10% pour Marine Le Pen avec un taux de participation de 73,44% des inscrits.
| Candidats                | Candidats                | Partis                   | Premier tour | Premier tour | Second tour | Second tour |
| Candidats                | Candidats                | Partis                   | Voix         | %            | Voix        | %           |
| ------------------------ | ------------------------ | ------------------------ | ------------ | ------------ | ----------- | ----------- |
|                          | Emmanuel Macron          | LREM                     | 107 248      | 27,85        | 191 814     | 52,90       |
|                          | Marine Le Pen            | RN                       | 106 937      | 27,77        | 170 781     | 47,10       |
|                          | Jean-Luc Mélenchon       | LFI                      | 66 238       | 17,20        |             |             |
|                          | Éric Zemmour             | REC                      | 30 284       | 7,86         |             |             |
|                          | Yannick Jadot            | EELV                     | 18 963       | 4,92         |             |             |
|                          | Valérie Pécresse         | LR                       | 15 994       | 4,15         |             |             |
|                          | Nicolas Dupont-Aignan    | DLF                      | 13 745       | 3,57         |             |             |
|                          | Jean Lassalle            | RES                      | 11 063       | 2,87         |             |             |
|                          | Anne Hidalgo             | PS                       | 4 881        | 1,27         |             |             |
|                          | Fabien Roussel           | PCF                      | 4 649        | 1,21         |             |             |
|                          | Philippe Poutou          | NPA                      | 2 842        | 0,74         |             |             |
|                          | Nathalie Arthaud         | LO                       | 2 265        | 0,59         |             |             |
|                          |                          |                          |              |              |             |             |
| Votes valides            | Votes valides            | Votes valides            | 385 109      | 97,77        | 362 595     | 92,82       |
| Votes blancs             | Votes blancs             | Votes blancs             | 6 382        | 1,62         | 22 170      | 5,68        |
| Votes nuls               | Votes nuls               | Votes nuls               | 2 386        | 0,61         | 5 892       | 1,51        |
| Total                    | Total                    | Total                    | 393 877      | 100          | 390 657     | 100         |
| Abstention               | Abstention               | Abstention               | 137 861      | 25,93        | 141 261     | 26,56       |
| Inscrits / participation | Inscrits / participation | Inscrits / participation | 531 738      | 74,07        | 531 918     | 73,44       |

### 2017
Le premier tour de l'élection présidentielle de 2017 voit s'affronter onze candidats. Emmanuel Macron arrive en tête devant Marine Le Pen et tous deux se qualifient pour le second tour. Néanmoins, avec François Fillon et Jean-Luc Mélenchon, les scores des quatre candidats ayant recueilli le plus de voix sont serrés (4,43 points entre le 1er et le 4e). Pour la première fois, aucun des candidats des deux partis politiques pourvoyeurs jusque-là des présidents de la Ve République, n'est présent au second tour. Celui-ci se tient le dimanche 7 mai et se solde par la victoire d'Emmanuel Macron, avec un total de 20 753 798 bulletins de vote en sa faveur, soit 66,10 % des suffrages exprimés, face à la candidate du Front national, qui recueille 33,90 %. Le scrutin est néanmoins marqué par une forte abstention et par un record de votes blancs ou nuls.
Dans le Haut-Rhin, Marine Le Pen arrive en tête du premier tour avec 27,16 % des exprimés, suivie de François Fillon (22,34 %), Emmanuel Macron (19,76 %), Jean-Luc Mélenchon (14,32 %) et Nicolas Dupont-Aignan (7,07 %). Au second tour, les électeurs ont voté à 57,97 % pour Emmanuel Macron contre 42,03 % pour Marine Le Pen avec un taux de participation de 75,52 % des inscrits.
|             | FN          | Marine Le Pen         | 109 704 | 27,16 %    | 147 599 | 42,03 %    |  |  |
|             | LR          | François Fillon       | 90 237  | 22,34 %    |         |            |  |  |
|             | EM          | Emmanuel Macron       | 79 798  | 19,76 %    | 203 599 | 57,97 %    |  |  |
|             | LFi         | Jean-Luc Mélenchon    | 57 856  | 14,32 %    |         |            |  |  |
|             | DlF         | Nicolas Dupont-Aignan | 28 562  | 7,07 %     |         |            |  |  |
|             | PS          | Benoît Hamon          | 18 694  | 4,63 %     |         |            |  |  |
|             | UPR         | François Asselineau   | 5 217   | 1,29 %     |         |            |  |  |
|             | RES         | Jean Lassalle         | 5 004   | 1,24 %     |         |            |  |  |
|             | NPA         | Philippe Poutou       | 4 727   | 1,17 %     |         |            |  |  |
|             | LO          | Nathalie Arthaud      | 3 101   | 0,77 %     |         |            |  |  |
|             | SeP         | Jacques Cheminade     | 1 010   | 0,25 %     |         |            |  |  |
|             |             |                       |         |            |         |            |  |  |
|             |             |                       | Nombre  | % inscrits | Nombre  | % inscrits |  |  |
| Inscrits    | Inscrits    | Inscrits              | 526 190 |            | 526 161 |            |  |  |
| Abstentions | Abstentions | Abstentions           | 110 496 | 21 %       | 128 800 | 24,48 %    |  |  |
| Votants     | Votants     | Votants               | 415 694 | 79 %       | 397 361 | 75,52 %    |  |  |
|             |             |                       |         |            |         |            |  |  |
|             |             |                       |         | % votants  |         | % votants  |  |  |
| Blancs      | Blancs      | Blancs                | 9 197   | 1,75 %     | 36 854  | 7 %        |  |  |
| Nuls        | Nuls        | Nuls                  | 2 587   | 0,49 %     | 9 309   | 1,77 %     |  |  |
| Exprimés    | Exprimés    | Exprimés              | 403 910 | 76,76 %    | 351 198 | 66,75 %    |  |  |

### 2012
Hollande, désigné par le PS à la suite d'une primaire ouverte, devance Sarkozy dès le premier tour de l'élection présidentielle de 2012 : c'est la première fois qu'un président sortant est ainsi devancé. Au second tour, Sarkozy est battu mais par un écart plus faible qu'attendu.
Dans le Haut-Rhin, Nicolas Sarkozy arrive en tête du premier tour avec 31,91 % des exprimés, suivi de Marine Le Pen (23,43 %), François Hollande (18,89 %), François Bayrou (11,39 %) et Jean-Luc Mélenchon (7,42 %). Au second tour, les électeurs ont voté à 36,67 % pour François Hollande contre 63,33 % pour Nicolas Sarkozy avec un taux de participation de 80,05 % des inscrits.
|                | UMP            | Nicolas Sarkozy       | 129 349 | 31,91 %    | 246 535 | 63,33 %    |  |  |
|                | FN             | Marine Le Pen         | 94 988  | 23,43 %    |         |            |  |  |
|                | PS             | François Hollande     | 76 580  | 18,89 %    | 142 724 | 36,67 %    |  |  |
|                | MoDem          | François Bayrou       | 46 176  | 11,39 %    |         |            |  |  |
|                | FG             | Jean-Luc Mélenchon    | 30 076  | 7,42 %     |         |            |  |  |
|                | EELV           | Éva Joly              | 10 980  | 2,71 %     |         |            |  |  |
|                | DLF            | Nicolas Dupont-Aignan | 8 508   | 2,1 %      |         |            |  |  |
|                | NPA            | Philippe Poutou       | 4 824   | 1,19 %     |         |            |  |  |
|                | LO             | Nathalie Arthaud      | 2 608   | 0,64 %     |         |            |  |  |
|                | S&P            | Jacques Cheminade     | 1 322   | 0,33 %     |         |            |  |  |
|                |                |                       |         |            |         |            |  |  |
|                |                |                       | Nombre  | % inscrits | Nombre  | % inscrits |  |  |
| Inscrits       | Inscrits       | Inscrits              | 521 174 |            | 519 575 |            |  |  |
| Abstentions    | Abstentions    | Abstentions           | 107 366 | 20,6 %     | 103 638 | 19,95 %    |  |  |
| Votants        | Votants        | Votants               | 413 808 | 79,4 %     | 415 937 | 80,05 %    |  |  |
|                |                |                       |         |            |         |            |  |  |
|                |                |                       |         | % votants  |         | % votants  |  |  |
| Blancs ou nuls | Blancs ou nuls | Blancs ou nuls        | 8 397   | 2,03 %     | 26 678  | 6,41 %     |  |  |
| Exprimés       | Exprimés       | Exprimés              | 405 411 | 97,97 %    | 389 259 | 97,97 %    |  |  |

### 2007
Au premier tour de l'élection présidentielle de 2007, Sarkozy réussit à capter une partie des voix de Le Pen et arrive largement en tête. Royal est la première femme qualifiée pour le second tour d'une élection présidentielle. Elle est battue avec une avance de 6 points.
Dans le Haut-Rhin, Nicolas Sarkozy arrive en tête du premier tour avec 36,12 % des exprimés, suivi de François Bayrou (20,04 %), Ségolène Royal (17,19 %), Jean-Marie Le Pen (14,07 %) et Olivier Besancenot (3,55 %). Au second tour, les électeurs ont voté à 65,39 % pour Nicolas Sarkozy contre 34,61 % pour Ségolène Royal avec un taux de participation de 83,66 % des inscrits.
|                | UMP            | Nicolas Sarkozy      | 149 334 | 36,12 %    | 264 757 | 65,39 %    |  |  |
|                | UDF            | François Bayrou      | 82 855  | 20,04 %    |         |            |  |  |
|                | PS             | Ségolène Royal       | 71 050  | 17,19 %    | 140 131 | 34,61 %    |  |  |
|                | FN             | Jean-Marie Le Pen    | 58 177  | 14,07 %    |         |            |  |  |
|                | LCR            | Olivier Besancenot   | 14 679  | 3,55 %     |         |            |  |  |
|                | MPF            | Philippe de Villiers | 10 200  | 2,47 %     |         |            |  |  |
|                | Les Verts      | Dominique Voynet     | 8 485   | 2,05 %     |         |            |  |  |
|                | SE             | José Bové            | 6 374   | 1,54 %     |         |            |  |  |
|                | LO             | Arlette Laguiller    | 6 054   | 1,46 %     |         |            |  |  |
|                | GPA            | Marie-George Buffet  | 2 905   | 0,7 %      |         |            |  |  |
|                | CPNT           | Frédéric Nihous      | 2 238   | 0,54 %     |         |            |  |  |
|                | CNRSP          | Gérard Schivardi     | 1 070   | 0,26 %     |         |            |  |  |
|                |                |                      |         |            |         |            |  |  |
|                |                |                      | Nombre  | % inscrits | Nombre  | % inscrits |  |  |
| Inscrits       | Inscrits       | Inscrits             | 506 877 |            | 506 854 |            |  |  |
| Abstentions    | Abstentions    | Abstentions          | 86 993  | 17,16 %    | 82 821  | 16,34 %    |  |  |
| Votants        | Votants        | Votants              | 419 884 | 82,84 %    | 424 033 | 83,66 %    |  |  |
|                |                |                      |         |            |         |            |  |  |
|                |                |                      |         | % votants  |         | % votants  |  |  |
| Blancs ou nuls | Blancs ou nuls | Blancs ou nuls       | 6 463   | 1,54 %     | 19 145  | 4,51 %     |  |  |
| Exprimés       | Exprimés       | Exprimés             | 413 421 | 98,46 %    | 404 888 | 95,49 %    |  |  |

### 2002
Après cinq années de cohabitation, un duel est attendu entre Chirac et le Premier ministre Jospin lors de l'élection présidentielle de 2002, mais, à la surprise générale, ce dernier est devancé par Le Pen au premier tour. Au second tour, Chirac bénéficie du ralliement de la gauche et reçoit un score sans précédent. Il s'agit de la première élection pour un mandat de cinq ans et non plus sept.
Dans le Haut-Rhin, Jean-Marie  Le Pen arrive en tête du premier tour avec 23,53 % des exprimés, suivi de Jacques  Chirac (18,12 %), Lionel  Jospin (10,79 %), François   Bayrou (9,12 %) et Jean-Pierre  Chevenement (6,31 %). Au second tour, les électeurs ont voté à 77,65 % pour Jacques  Chirac contre 22,35 % pour Jean-Marie  Le Pen avec un taux de participation de 79,98 % des inscrits.
|                | FN             | Jean-Marie Le Pen       | 80 029  | 23,53 %    | 80 775  | 22,35 %    |  |  |
|                | RPR            | Jacques Chirac          | 61 642  | 18,12 %    | 280 701 | 77,65 %    |  |  |
|                | PS             | Lionel Jospin           | 36 722  | 10,79 %    |         |            |  |  |
|                | UDF            | François Bayrou         | 31 033  | 9,12 %     |         |            |  |  |
|                | MC             | Jean-Pierre Chevènement | 21 452  | 6,31 %     |         |            |  |  |
|                | Les Verts      | Noël Mamère             | 20 443  | 6,01 %     |         |            |  |  |
|                | LO             | Arlette Laguiller       | 17 710  | 5,21 %     |         |            |  |  |
|                | MNR            | Bruno Mégret            | 16 971  | 4,99 %     |         |            |  |  |
|                | DL             | Alain Madelin           | 14 015  | 4,12 %     |         |            |  |  |
|                | LCR            | Olivier Besancenot      | 12 027  | 3,54 %     |         |            |  |  |
|                | Cap21          | Corinne Lepage          | 7 619   | 2,24 %     |         |            |  |  |
|                | FRS            | Christine Boutin        | 6 080   | 1,79 %     |         |            |  |  |
|                | PRG            | Christiane Taubira      | 5 766   | 1,69 %     |         |            |  |  |
|                | PC             | Robert Hue              | 3 709   | 1,09 %     |         |            |  |  |
|                | CPNT           | Jean Saint-Josse        | 3 430   | 1,01 %     |         |            |  |  |
|                | PT             | Daniel Gluckstein       | 1 536   | 0,45 %     |         |            |  |  |
|                |                |                         |         |            |         |            |  |  |
|                |                |                         | Nombre  | % inscrits | Nombre  | % inscrits |  |  |
| Inscrits       | Inscrits       | Inscrits                | 478 443 |            | 478 476 |            |  |  |
| Abstentions    | Abstentions    | Abstentions             | 125 450 | 26,22 %    | 95 805  | 20,02 %    |  |  |
| Votants        | Votants        | Votants                 | 352 993 | 73,78 %    | 382 671 | 79,98 %    |  |  |
|                |                |                         |         |            |         |            |  |  |
|                |                |                         |         | % votants  |         | % votants  |  |  |
| Blancs ou nuls | Blancs ou nuls | Blancs ou nuls          | 12 809  | 3,63 %     | 21 195  | 5,54 %     |  |  |
| Exprimés       | Exprimés       | Exprimés                | 340 184 | 96,37 %    | 361 476 | 94,46 %    |  |  |

### 1995
Après une nouvelle cohabitation et alors que la droite est particulièrement divisée entre Chirac et le Premier ministre Balladur, Jospin réussit à arriver en tête au premier tour de l'élection présidentielle de 1995, malgré la très lourde défaite de la gauche aux législatives de 1993. Au second tour, il est battu par Chirac.
Dans le Haut-Rhin, Jean-Marie Le Pen arrive en tête du premier tour avec 24,8 % des exprimés, suivi d'Édouard Balladur (24,24 %), Lionel Jospin (17,09 %), Jacques Chirac (16,72 %) et Arlette Laguiller (5,06 %). Au second tour, les électeurs ont voté à 57,26 % pour Jacques Chirac contre 42,74 % pour Lionel Jospin avec un taux de participation de 78,42 % des inscrits.
|                | FN             | Jean-Marie Le Pen    | 88 100  | 24,8 %     |         |            |  |  |
|                | RPR            | Édouard Balladur     | 86 111  | 24,24 %    |         |            |  |  |
|                | PS             | Lionel Jospin        | 60 712  | 17,09 %    | 140 489 | 42,74 %    |  |  |
|                | RPR            | Jacques Chirac       | 59 413  | 16,72 %    | 188 188 | 57,26 %    |  |  |
|                | LO             | Arlette Laguiller    | 17 980  | 5,06 %     |         |            |  |  |
|                | MPF            | Philippe de Villiers | 15 530  | 4,37 %     |         |            |  |  |
|                | Les Verts      | Dominique Voynet     | 13 643  | 3,84 %     |         |            |  |  |
|                | PC             | Robert Hue           | 12 657  | 3,56 %     |         |            |  |  |
|                | S&P            | Jacques Cheminade    | 1 132   | 0,32 %     |         |            |  |  |
|                |                |                      |         |            |         |            |  |  |
|                |                |                      | Nombre  | % inscrits | Nombre  | % inscrits |  |  |
| Inscrits       | Inscrits       | Inscrits             | 458 432 |            | 458 381 |            |  |  |
| Abstentions    | Abstentions    | Abstentions          | 92 658  | 20,21 %    | 98 921  | 21,58 %    |  |  |
| Votants        | Votants        | Votants              | 365 774 | 79,79 %    | 359 460 | 78,42 %    |  |  |
|                |                |                      |         |            |         |            |  |  |
|                |                |                      |         | % votants  |         | % votants  |  |  |
| Blancs ou nuls | Blancs ou nuls | Blancs ou nuls       | 10 496  | 2,87 %     | 30 783  | 8,56 %     |  |  |
| Exprimés       | Exprimés       | Exprimés             | 355 278 | 97,13 %    | 328 677 | 91,44 %    |  |  |

### 1988
Après deux ans de cohabitation, Mitterrand affronte le Premier ministre Chirac lors de l'élection présidentielle de 1988. Le Pen obtient au premier tour un score jusque-là sans précédent pour un parti d'extrême droite. Au second tour, Mitterrand est facilement réélu.
Dans le Haut-Rhin, François Mitterrand arrive en tête du premier tour avec 29,6 % des exprimés, suivi de Jean-Marie Le Pen (21,71 %), Raymond Barre (18,08 %), Jacques Chirac (17,07 %) et Antoine Waechter (9,3 %). Au second tour, les électeurs ont voté à 50,15 % pour François Mitterrand contre 49,85 % pour Jacques Chirac avec un taux de participation de 83,25 % des inscrits.
|                | PS                    | François Mitterrand | 103 851 | 29,6 %     | 173 479 | 50,15 %    |  |  |
|                | FN                    | Jean-Marie Le Pen   | 76 158  | 21,71 %    |         |            |  |  |
|                | SE                    | Raymond Barre       | 63 421  | 18,08 %    |         |            |  |  |
|                | RPR                   | Jacques Chirac      | 59 880  | 17,07 %    | 172 416 | 49,85 %    |  |  |
|                | Les Verts             | Antoine Waechter    | 32 610  | 9,3 %      |         |            |  |  |
|                | LO                    | Arlette Laguiller   | 6 032   | 1,72 %     |         |            |  |  |
|                | PC                    | André Lajoinie      | 5 327   | 1,52 %     |         |            |  |  |
|                | Communiste rénovateur | Pierre Juquin       | 2 637   | 0,75 %     |         |            |  |  |
|                | MPT                   | Pierre Boussel      | 887     | 0,25 %     |         |            |  |  |
|                |                       |                     |         |            |         |            |  |  |
|                |                       |                     | Nombre  | % inscrits | Nombre  | % inscrits |  |  |
| Inscrits       | Inscrits              | Inscrits            | 436 205 |            | 436 093 |            |  |  |
| Abstentions    | Abstentions           | Abstentions         | 77 844  | 17,85 %    | 73 043  | 16,75 %    |  |  |
| Votants        | Votants               | Votants             | 358 361 | 82,15 %    | 363 050 | 83,25 %    |  |  |
|                |                       |                     |         |            |         |            |  |  |
|                |                       |                     |         | % votants  |         | % votants  |  |  |
| Blancs ou nuls | Blancs ou nuls        | Blancs ou nuls      | 7 558   | 2,11 %     | 17 155  | 4,73 %     |  |  |
| Exprimés       | Exprimés              | Exprimés            | 350 803 | 97,89 %    | 345 895 | 95,27 %    |  |  |

### 1981
Lors de l'élection présidentielle de 1981, Giscard d'Estaing arrive en tête au premier tour et affronte, comme la fois précédente, Mitterrand. Pour la première fois, un président sortant est battu : Mitterrand devient le premier président de gauche de la Ve République.
Dans le Haut-Rhin, Valéry Giscard d'Estaing arrive en tête du premier tour avec 38,82 % des exprimés, suivi de François Mitterrand (23,16 %), Jacques Chirac (18,02 %), Georges Marchais (5,84 %) et Brice Lalonde (5,26 %). Au second tour, les électeurs ont voté à 65,77 % pour Valéry Giscard d'Estaing contre 40,28 % pour François Mitterrand avec un taux de participation de 85,27 % des inscrits.
|                | UDF            | Valéry Giscard d'Estaing | 125 178 | 38,82 %    | 203 953 | 59,72 %    |  |  |
|                | PS             | François Mitterrand      | 74 679  | 23,16 %    | 137 584 | 40,28 %    |  |  |
|                | RPR            | Jacques Chirac           | 58 110  | 18,02 %    |         |            |  |  |
|                | PC             | Georges Marchais         | 18 840  | 5,84 %     |         |            |  |  |
|                | MEP            | Brice Lalonde            | 16 953  | 5,26 %     |         |            |  |  |
|                | LO             | Arlette Laguiller        | 7 679   | 2,38 %     |         |            |  |  |
|                | Divers droite  | Michel Debré             | 6 102   | 1,89 %     |         |            |  |  |
|                | MRG            | Michel Crépeau           | 5 665   | 1,76 %     |         |            |  |  |
|                | Divers droite  | Marie-France Garaud      | 5 510   | 1,71 %     |         |            |  |  |
|                | PSU            | Huguette Bouchardeau     | 3 731   | 1,16 %     |         |            |  |  |
|                |                |                          |         |            |         |            |  |  |
|                |                |                          | Nombre  | % inscrits | Nombre  | % inscrits |  |  |
| Inscrits       | Inscrits       | Inscrits                 | 413 248 |            | 413 309 |            |  |  |
| Abstentions    | Abstentions    | Abstentions              | 82 413  | 19,94 %    | 60 870  | 14,73 %    |  |  |
| Votants        | Votants        | Votants                  | 330 835 | 80,06 %    | 352 439 | 85,27 %    |  |  |
|                |                |                          |         |            |         |            |  |  |
|                |                |                          |         | % votants  |         | % votants  |  |  |
| Blancs ou nuls | Blancs ou nuls | Blancs ou nuls           | 8 388   | 2,54 %     | 10 902  | 3,09 %     |  |  |
| Exprimés       | Exprimés       | Exprimés                 | 322 447 | 97,46 %    | 341 537 | 96,91 %    |  |  |

### 1974
L'élection présidentielle de 1974 est une élection anticipée à la suite de la mort de Pompidou. Mitterrand, candidat unique de la gauche, est largement en tête au premier tour devant Giscard d'Estaing, qui distance lui-même Chaban-Delmas. Au terme d'une campagne animée, marquée par un débat télévisé tendu, Giscard d'Estaing l'emporte avec une très courte avance.
Dans le Haut-Rhin, Valéry Giscard d'Estaing arrive en tête du premier tour avec 40,36 % des exprimés, suivi de François Mitterrand (29,15 %), Jacques Chaban-Delmas (16,4 %), Émile Muller (7,57 %) et Jean Royer (1,73 %). Au second tour, les électeurs ont voté à 65,77 % pour Valéry Giscard d'Estaing contre 34,23 % pour François Mitterrand avec un taux de participation de 86,05 % des inscrits.
|                | RI             | Valéry Giscard d'Estaing | 118 911 | 40,36 %    | 198 921 | 65,77 %    |  |  |
|                | PS             | François Mitterrand      | 85 877  | 29,15 %    | 103 533 | 34,23 %    |  |  |
|                | UDR            | Jacques Chaban-Delmas    | 48 331  | 16,4 %     |         |            |  |  |
|                | MDSF           | Émile Muller             | 22 313  | 7,57 %     |         |            |  |  |
|                | SE             | Jean Royer               | 5 097   | 1,73 %     |         |            |  |  |
|                | SE, écologiste | René Dumont              | 5 064   | 1,72 %     |         |            |  |  |
|                | LO             | Arlette Laguiller        | 4 877   | 1,66 %     |         |            |  |  |
|                | FN             | Jean-Marie Le Pen        | 1 340   | 0,45 %     |         |            |  |  |
|                | FE             | Guy Héraud               | 1 119   | 0,38 %     |         |            |  |  |
|                | FCR            | Alain Krivine            | 740     | 0,25 %     |         |            |  |  |
|                | MFE            | Jean-Claude Sebag        | 505     | 0,17 %     |         |            |  |  |
|                |                |                          |         |            |         |            |  |  |
|                |                |                          | Nombre  | % inscrits | Nombre  | % inscrits |  |  |
| Inscrits       | Inscrits       | Inscrits                 | 358 175 |            | 358 105 |            |  |  |
| Abstentions    | Abstentions    | Abstentions              | 58 489  | 16,33 %    | 49 958  | 13,95 %    |  |  |
| Votants        | Votants        | Votants                  | 299 686 | 83,67 %    | 308 147 | 86,05 %    |  |  |
|                |                |                          |         |            |         |            |  |  |
|                |                |                          |         | % votants  |         | % votants  |  |  |
| Blancs ou nuls | Blancs ou nuls | Blancs ou nuls           | 5 062   | 1,69 %     | 5 693   | 1,85 %     |  |  |
| Exprimés       | Exprimés       | Exprimés                 | 294 624 | 98,31 %    | 302 454 | 98,15 %    |  |  |

### 1969
L'élection présidentielle de 1969 est une élection anticipée à la suite de la démission de De Gaulle. La gauche se lance désunie dans la course et, bien que Duclos (PCF) manque de le devancer, c'est le président par intérim Poher qui accède au second tour face à l'ex-Premier ministre Pompidou. Alors que Duclos refuse d'appeler à voter au second tour pour « bonnet blanc ou blanc bonnet », Pompidou est finalement largement élu.
Dans le Haut-Rhin, Georges Pompidou arrive en tête du premier tour avec 57,43 % des exprimés, suivi de Alain Poher (28,08 %), Jacques Duclos (6,67 %), Gaston Defferre (3,43 %) et Michel Rocard (2,35 %). Au second tour, les électeurs ont voté à 65,52 % pour Georges Pompidou contre 34,48 % pour Alain Poher avec un taux de participation de 74,84 % des inscrits.
|                | UDR            | Georges Pompidou | 147 200 | 57,43 %    | 161 240 | 65,52 %    |  |  |
|                | CD             | Alain Poher      | 71 985  | 28,08 %    | 84 846  | 34,48 %    |  |  |
|                | PC             | Jacques Duclos   | 17 098  | 6,67 %     |         |            |  |  |
|                | SFIO           | Gaston Defferre  | 8 803   | 3,43 %     |         |            |  |  |
|                | PSU            | Michel Rocard    | 6 018   | 2,35 %     |         |            |  |  |
|                | LC             | Alain Krivine    | 2 860   | 1,12 %     |         |            |  |  |
|                | SE             | Louis Ducatel    | 2 369   | 0,92 %     |         |            |  |  |
|                |                |                  |         |            |         |            |  |  |
|                |                |                  | Nombre  | % inscrits | Nombre  | % inscrits |  |  |
| Inscrits       | Inscrits       | Inscrits         | 343 510 |            | 343 405 |            |  |  |
| Abstentions    | Abstentions    | Abstentions      | 80 073  | 23,31 %    | 86 394  | 25,16 %    |  |  |
| Votants        | Votants        | Votants          | 263 437 | 76,69 %    | 257 011 | 74,84 %    |  |  |
|                |                |                  |         |            |         |            |  |  |
|                |                |                  |         | % votants  |         | % votants  |  |  |
| Blancs ou nuls | Blancs ou nuls | Blancs ou nuls   | 7 104   | 2,7 %      | 10 925  | 4,25 %     |  |  |
| Exprimés       | Exprimés       | Exprimés         | 256 333 | 97,3 %     | 246 086 | 95,75 %    |  |  |

### 1965
L'élection présidentielle de 1965 est la première élection au suffrage universel direct à la suite du référendum d'octobre 1962. De Gaulle est mis en ballottage, à la surprise générale, par Mitterrand, candidat unique de la gauche. La campagne du second tour est axée sur l'Europe et les relations internationales ainsi que sur l'armement nucléaire. De Gaulle est finalement réélu avec une large avance.
Dans le Haut-Rhin, Charles de Gaulle arrive en tête du premier tour avec 59,11 % des exprimés, suivi de Jean Lecanuet (23,24 %), François Mitterrand (13,45 %), Jean-Louis Tixier-Vignancour (2,45 %) et Marcel Barbu (1,03 %). Au second tour, les électeurs ont voté à 74 % pour Charles de Gaulle contre 26 % pour François Mitterrand avec un taux de participation de 84,75 % des inscrits.
|                | UNR            | Charles de Gaulle            | 169 895 | 59,11 %    | 205 802 | 74 %       |  |  |
|                | MRP            | Jean Lecanuet                | 66 788  | 23,24 %    |         |            |  |  |
|                | CIR            | François Mitterrand          | 38 651  | 13,45 %    | 72 296  | 26 %       |  |  |
|                | SE             | Jean-Louis Tixier-Vignancour | 7 056   | 2,45 %     |         |            |  |  |
|                | SE             | Marcel Barbu                 | 2 948   | 1,03 %     |         |            |  |  |
|                | PLE            | Pierre Marcilhacy            | 2 105   | 0,73 %     |         |            |  |  |
|                |                |                              |         |            |         |            |  |  |
|                |                |                              | Nombre  | % inscrits | Nombre  | % inscrits |  |  |
| Inscrits       | Inscrits       | Inscrits                     | 340 279 |            | 340 182 |            |  |  |
| Abstentions    | Abstentions    | Abstentions                  | 47 962  | 14,09 %    | 51 874  | 15,25 %    |  |  |
| Votants        | Votants        | Votants                      | 292 317 | 85,91 %    | 288 308 | 84,75 %    |  |  |
|                |                |                              |         |            |         |            |  |  |
|                |                |                              |         | % votants  |         | % votants  |  |  |
| Blancs ou nuls | Blancs ou nuls | Blancs ou nuls               | 4 874   | 1,67 %     | 10 210  | 3,54 %     |  |  |
| Exprimés       | Exprimés       | Exprimés                     | 287 443 | 98,33 %    | 278 098 | 96,46 %    |  |  |